# Atletismo nos Jogos Mundiais Militares de 2011 - 200 m feminino
A competição dos 200 metros rasos feminino nos Jogos Mundiais Militares de 2011 aconteceu nos dias 22 e 23 de julho no Estádio Olímpico João Havelange.

## Medalhistas[1]
| Ouro   | BRA Ana Silva      |
| Prata  | UKR Mariya Ryemyen |
| Bronze | UKR Olesya Povkh   |

## Semifinais[2]

### Semifinal 1
| Pos. | Atleta          | País                 | Tempo | Notas |
| ---- | --------------- | -------------------- | ----- | ----- |
| 1    | Ana Silva       | Brasil               | 23.48 | Q     |
| 2    | Marta Jeschke   | Polónia              | 23.95 | Q     |
| 3    | Aurora Salvagno | Itália               | 24.68 |       |
| 4    | Yulyia Balykina | Bielorrússia         | 24.90 |       |
|      | Hsp Buddika     | Sri Lanka            | DNF   |       |
|      | Fanni Chalas    | República Dominicana | DNS   |       |
|      | Latisha Moulds  | Estados Unidos       | DNS   |       |

### Semifinal 2
| Pos. | Atleta             | País                 | Tempo | Notas |
| ---- | ------------------ | -------------------- | ----- | ----- |
| 1    | Mariya Ryemyen     | Ucrânia              | 23.38 | Q     |
| 2    | Vanda Gomes        | Brasil               | 23.79 | Q     |
| 3    | Johana Danòis      | França               | 23.94 | q     |
| 4    | Margarita Manzueta | República Dominicana | 24.19 |       |
| 5    | Nancy Garces       | Venezuela            | 24.83 |       |
| 6    | Silba Tjingaete    | Namíbia              | 26.09 |       |
|      | Olga Tereshkova    | Cazaquistão          | DNS   |       |

### Semifinal 3
| Pos. | Atleta          | País         | Tempo | Notas |
| ---- | --------------- | ------------ | ----- | ----- |
| 1    | Olesya Povkh    | Ucrânia      | 23.47 | Q     |
| 2    | Adrianna Ferra  | Grécia       | 23.63 | Q     |
| 3    | Ewelina Ptak    | Polónia      | 24.04 | q     |
| 4    | Wilmary Álvarez | Venezuela    | 24.55 |       |
| 5    | Zimbere Silvie  | Camarões     | 24.62 |       |
|      | Rmcs Rasnayake  | Sri Lanka    | DNF   |       |
|      | Alina Talay     | Bielorrússia | DNS   |       |

## Final[1]
| Pos.              | Atleta         | País    | Tempo | Notas |
| ----------------- | -------------- | ------- | ----- | ----- |
| Medalha de ouro   | Ana Silva      | Brasil  | 23.01 | CR    |
| Medalha de prata  | Maryia Ryemyen | Ucrânia | 23.27 |       |
| Medalha de bronze | Olesya Povkh   | Ucrânia | 23.40 |       |
| 4                 | Adrianna Ferra | Grécia  | 23.61 |       |
| 5                 | Marta Jeshke   | Polónia | 23.68 |       |
| 6                 | Johana Danòis  | França  | 23.93 |       |
| 7                 | Vanda Gomes    | Brasil  | 24.04 |       |
| 8                 | Ewelina Ptak   | Polónia | 24.38 |       |